# بوكاهونتاس (رسوم متحركة)
بوكهانتس  مسلسل رسوم متحركة إيطالي يتكون من 26 حلقة ولقد أنتج عام 1998م وتمت دبلجة المسلسل للغة العربية بواسطة إستديوهات ديجيتل سنتر وعرض عده عده قنوات عربية.

## القصة
نسجت هذه القصة الكرتونية على منوال قصة حقيقية لفتاة من الهنود الحمر اسمها بوكاهانتس